# Beleg van Leningrad
Het Beleg van Leningrad (Russisch: блокада Ленинграда; blokada Leningrada) was de langdurige belegering van de Sovjet-Russische stad Leningrad (tegenwoordig wederom Sint-Petersburg geheten) door Duitse troepen aan het oostfront van de Tweede Wereldoorlog (in de voormalige Sovjet-Unie en Rusland bekend als Grote Vaderlandse Oorlog) en een van de bloedigste episodes daarin. Het Duitse aanvalsplan dat tot het beleg leidde heette Unternehmen Nordlicht (1942). De Duitsers slaagden er evenwel niet in de stad te veroveren; hun beleg duurde vanaf 8 september 1941 tot 27 januari 1944 en eindigde met hun terugtrekking, waarna Leningrad definitief buiten het schootsveld van de Duitse artillerie kwam te liggen. De prijs in aantallen slachtoffers was echter zeer hoog.

## Het Duitse plan
Het Beleg van Leningrad maakte deel uit van de Duitse aanval op de Sovjet-Unie: Operatie Barbarossa. Toen op 22 juni 1941 de Duitse aanval op de Sovjet-Unie begon, had Heeresgruppe Nord, onder leiding van veldmaarschalk Ritter von Leeb, de opdracht gekregen om zo snel mogelijk de Baltische staten te veroveren en door te stoten naar Leningrad. Zou deze taak zijn volbracht, dan zou Heeresgruppe Nord zich gereed moeten houden om zo nodig Heeresgruppe Mitte te steunen bij de aanval op Moskou. De verovering van Moskou achtte Hitler in deze fase van de strijd van secundair belang. Hitler wilde vóór de inname van Moskou eerst Oekraïne veroveren en de Oostzeehavens bezetten. Oekraïne was van groot belang voor de voedselvoorziening en de oorlogsindustrie van Duitsland, dat laatste mede vanwege de olievoorraden die zich in het land bevonden. Door de bezetting van de Oostzeehavens, waarvan Leningrad met de marinebasis Kronsjtadt de belangrijkste was, zou de Baltische  Vloot in de Oostzee in zijn geheel worden uitgeschakeld. De onmisbare ertstransporten uit het neutrale Zweden zouden dan weer even ongehinderd als voorheen (toen de Sovjet-Unie nog neutraal was) kunnen doorgaan.

## Duitse opmars naar Leningrad

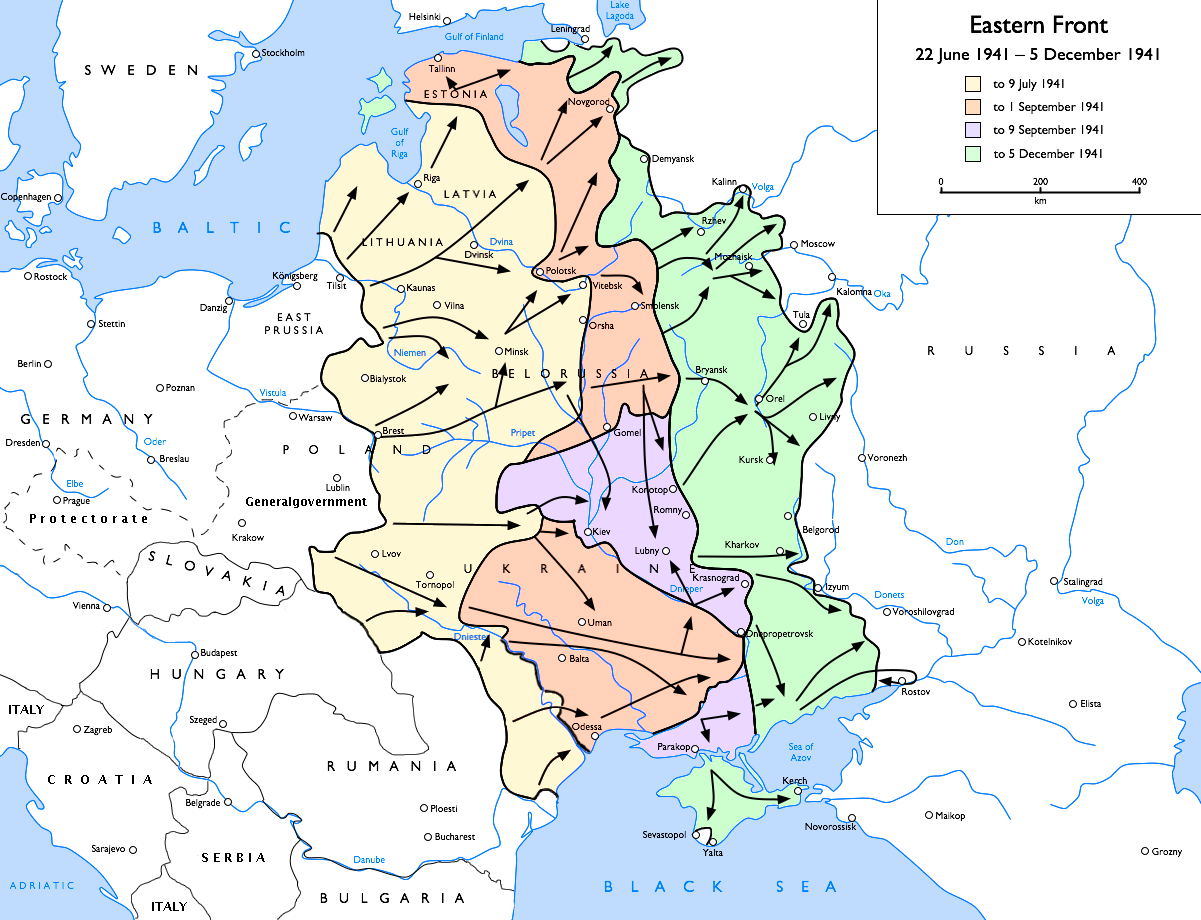
De situatie aan het oostfront tot december 1941.

Alles verliep aanvankelijk volgens plan. Heeresgruppe Nord rukte snel op in noordelijke en noordoostelijke richting. Heeresgruppe Nord bestond uit het 16e en 18e Leger en de 4e Pantsergroep.
De 4e Pantsergroep bereikte op 26 juni 1941 Daugavpils. Drie dagen later wist het 18e Leger de in Letland gelegen Oostzeehaven van Riga te bereiken. Daarna ging de Wehrmacht de kust zuiveren. Het 16e Leger had als taak om alle Sovjeteenheden, die door de tanks en pantserwagens voorbij waren gestormd, uit te schakelen. Op 1 juli was het 16e Leger de rivier de Westelijke Dvina genaderd. Bij deze rivier hergroepeerden de Duitsers zich. Ze hadden alle reden tot tevredenheid, aangezien hun eerste aanvalsgolf succesvol was geweest. Twaalf tot vijftien divisies van het Rode Leger waren uiteengeslagen. Maar vernietigd waren ze niet.
Elders in de Sovjet-Unie slaagden de Duitsers erin om Sovjeteenheden te omsingelen en te elimineren. In de sector van Heeresgruppe Nord lukte dit niet. De Sovjets konden daar een belangrijk gedeelte van hun troepen terugtrekken. Op 2 juli trad de 4e Pantsergroep in het bruggenhoofd aan de Westelijke Dvina aan voor een tweede aanval. Op 5 juli werd Ostrov ingenomen, terwijl het 16e Leger afzwenkte naar het oosten om de 4e Pantsergroep in de flank en de rug te dekken. Ook de hoofdmacht van het 18e leger werd naar het oosten gestuurd en rukte op naar Pskov, dat in de omgeving van het Meer van Pskov ligt. Eén korps bleef achter in Estland om de kust te zuiveren.
Duidelijk tekende zich nu de strategie van Von Leeb af. Hij wilde in het gebied tussen het Peipusmeer en het Ilmenmeer zo snel mogelijk een doorbraak forceren om dan met een geconcentreerde strijdmacht verder op te rukken naar Leningrad.
Tussen het Peipusmeer en het Ilmenmeer hadden de Duitsers een overmacht aan grondtroepen. Bovendien had de Luftwaffe luchtoverwicht. Leningrad liet zich door deze bedreiging vooralsnog niet uit het veld slaan. In hoog tempo werden er opoltsjenije-bataljons gevormd. Opoltsjenije-bataljons waren geïmproviseerde eenheden van arbeiders, studenten en zelfs schooljongens. Bovendien werden honderdduizenden burgers in de eerste dagen van juli gemobiliseerd om rond de stad drie gordels van loopgraven en antitankgrachten te graven.
De Sovjetregering had te weinig rekening gehouden met het feit dat Leningrad ook vanuit het zuiden zou kunnen worden aangevallen, aan welke zijde zich dan ook geen verdedigingswerken bevonden. De inwoners van Leningrad probeerden nog een buitenste verdedigingsgordel aan te leggen langs de Loega, maar voor ze daarmee klaar waren, hadden de Duitsers deze rivier al bereikt.

### Finse aanval op de Sovjet-Unie

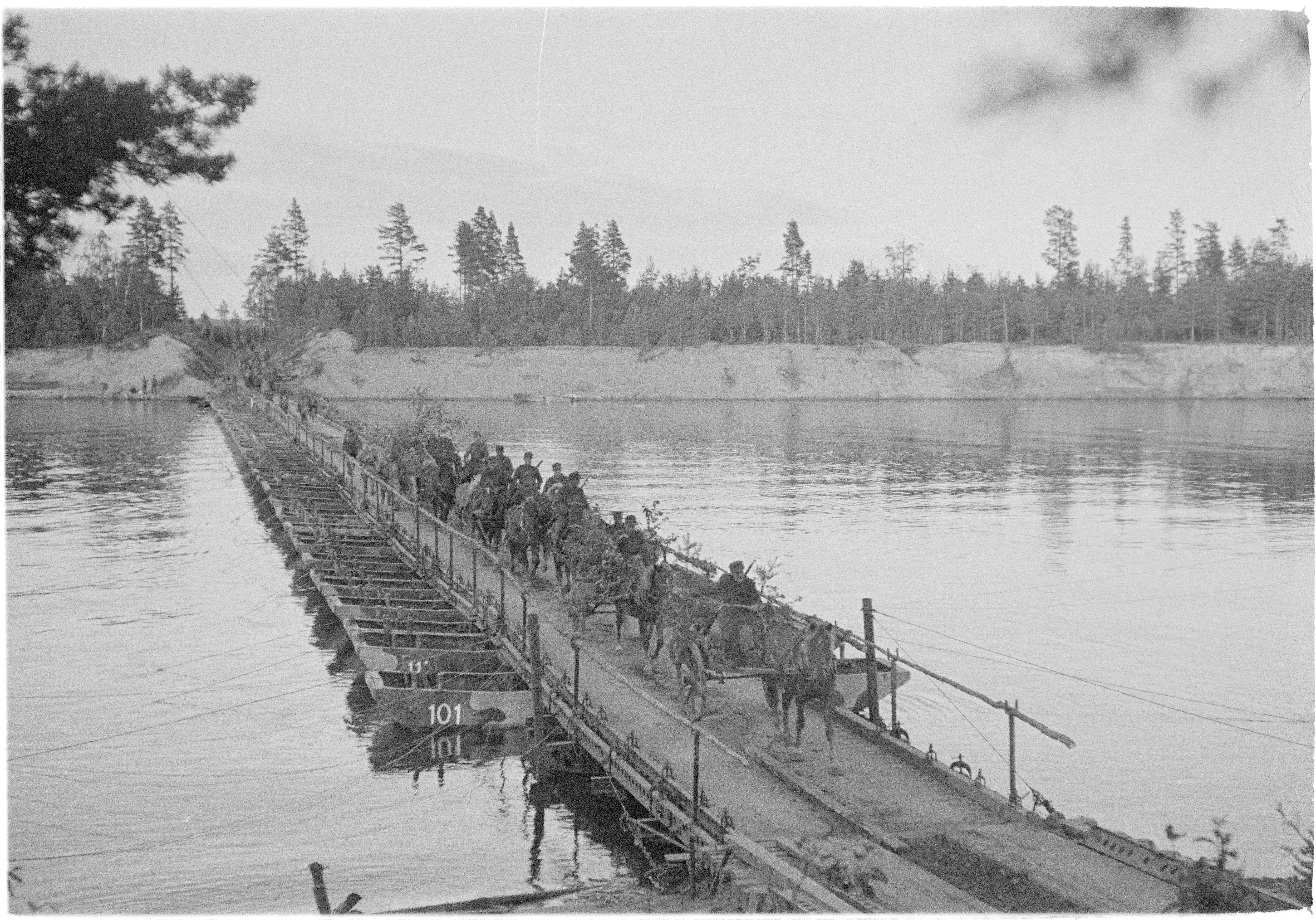
Finse troepen trekken Oost-Karelië binnen

Op 25 juni 1941 vielen de Finnen de Sovjet-Unie binnen, de Vervolgoorlog, vrijwel tegelijkertijd met de Duitsers, waarbij zij werden gesteund door het Duitse Armee Norwegen vanuit het bezette Noorwegen. De eerder verloren gebieden werden snel heroverd, doordat de Sovjet-Unie haar verdediging moest concentreren op de aanval van de Duitsers. De Finnen stootten echter door en bezetten heel Oost-Karelië, een gebied dat sinds de Vrede van Stolbovo in 1617 niet meer tot het Finse of Zweeds/Finse grondgebied had behoord.
Ze namen deel aan de omsingeling van Leningrad aan de noordzijde, maar ondanks verzoeken van de Duitsers om te helpen bij de aanval op Leningrad, wilden de Finnen niet actief deelnemen aan de strijd.

### Vervolg van de Duitse opmars naar Leningrad
De opmars van de Duitsers stokte echter al snel doordat deze vastliep in de moerassen tussen het Ilmenmeer en de stad Loega. Daarbij kwam dat de Sovjets steeds meer verzet boden. De blitzkrieg in het noorden was afgelopen. De Duitsers rukten niet meer honderden kilometers op, maar stonden vast in een moerassig gebied en stuitten op steeds sterker verzet van de Sovjets en de opoltsjenije-bataljons.
Ritter von Leeb kreeg bovendien nog andere zorgen aan zijn hoofd. Het korps dat hij in Estland had achtergelaten, stootte bij de opmars naar het noorden onverwacht op hevig verzet. Een groot deel van de Russische Baltische Vloot bevond zich nog in Tallinn. De 20.000 mariniers en 25.000 gemobiliseerde burgers trachtten de stad zo lang mogelijk te verdedigen. Von Leeb had daar niet op gerekend. Hij had juist verwacht dat de Duitsers in het anti-Russische Estland als bevrijders zouden worden ontvangen en dat het Rode Leger zich snel uit de voeten zou maken. Niets was minder waar. Nu was hij zelfs genoodzaakt om enkele divisies van het 18e leger, die hij voor de doorbraak naar Leningrad had bestemd, terug te sturen naar Estland.
Verder besloot Von Leeb de linkervleugel van zijn pantsergroep ver naar het westen af te laten zwenken, ten einde via Narva om het moerasgebied heen te trekken om zo het veel betere wegennet ten zuiden van Leningrad te benutten. Zo werd de kracht van de 4e pantsergroep van Heeresgruppe Nord steeds geringer.
De bedreiging voor Leningrad was nog steeds groot, maar de Duitsers waren nu gedwongen hun strijdkrachten te verspreiden over een veel breder front dan ze aanvankelijk hadden voorzien. Ook hoefden ze op versterkingen niet te rekenen, aangezien Heeresgruppe Mitte en Heeresgruppe Süd het zelf eveneens zwaar te verduren hadden. Hitler begon zich er al op in te stellen dat hij Moskou niet voor het begin van de winter zou veroveren. Wél bleef hij eisen dat de Krim, het Donetsbekken (de Donbas) en Leningrad bezet zouden worden voordat de winter inviel.

### Andere orders
Op 30 juli 1941 kreeg Von Leeb nieuwe orders van Hitlers hoofdkwartier. Nu de snelle doorstoot was mislukt, moest hij voorlopig afzien van een omsingeling van het stadsgebied van Leningrad. Hij diende slechts de vijand tussen Narva en het Ilmenmeer te verslaan en met een frontlijn van het Ladogameer tot aan de Finse Golf de toevoerwegen naar Leningrad af te sluiten. Op 10 augustus openden de Duitsers het grote offensief om dit doel te bereiken. Het lukte de Duitsers op 15 augustus de Sovjetverdedigingsgordel te doorbreken. Op 16 augustus wisten de Duitsers de stad Krasnogvardejsk te veroveren, waarmee de voor verdedigers belangrijke spoorwegverbinding was verbroken. Pas later zou herstel van deze verbinding mogelijk zijn. Intussen waren vijf divisies van het 18e leger, die Von Leeb dringend nodig had in het noorden, er nog steeds niet in geslaagd Tallinn te veroveren. De grote aanval op Tallinn begon op 19 augustus en duurde een week. Toen op 27 augustus de evacuatie begon van de Sovjetstrijdkrachten, slaagde de Marine van de Sovjet-Unie erin duizenden manschappen over te brengen naar Kronsjtadt. Zo kon het front van Leningrad, tegen alle verwachtingen in, worden versterkt.

## Toestand in Leningrad

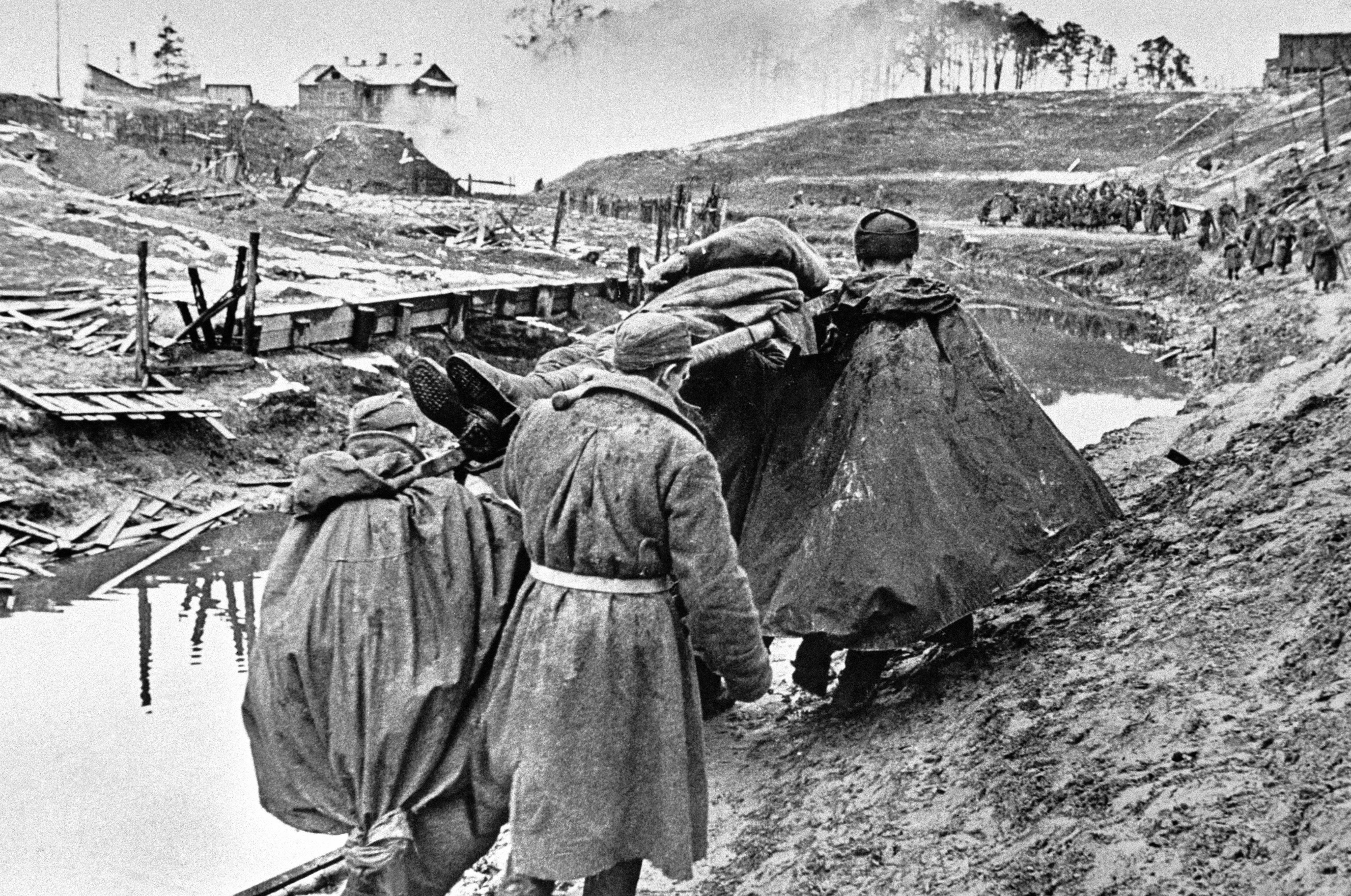
Soldaten dragen een gewonde collega aan het Leningradfront; 1 oktober 1941

Andrej Zjdanov had de leiding over de verdediging van Leningrad. Hij constateerde dat het nog hooguit enkele weken duurde voordat de vijand voor de poorten van Leningrad zou staan. In die paar weken had de stad zich ingegraven en een geïmproviseerd verdedigingsnet opgezet.
Het begin was volstrekt onvoorbereid, rommelig, maar wel heel patriottisch. Het beeld was vol verwarring, haast, chaos en achterdocht. Duizenden stedelingen werden ingezet voor het graven van schuilkelders en het opwerpen van barricades. Bij de mobilisatiebureaus meldden zich in nauwelijks één week tijd 212.000 oorlogsvrijwilligers. De meesten werden ingelijfd bij het arbeiderslegioen. Ze droegen uniformen van het Rode Leger, maar in feite behoorden ze tot de opoltsjenije. In grote haast werden de eerste divisies van deze vrijwilligers naar het front gestuurd. Een groot deel van de mannen bestond uit partijleden, maar zo goed als niemand had een militaire achtergrond. Ook de officieren van deze troepen beschikten niet of nauwelijks over enige militaire kennis. Commandowisselingen waren dan ook aan de orde van de dag. Ook waren er veel te weinig wapens. Op 10 juli 1941 was de eerste divisie uit het district van de Kirovfabrieken gereed om naar het front te worden gezonden. Er waren echter voor de 11.000 manschappen onvoldoende geweren. Wel waren er een aantal handgranaten en veel molotovcocktails. Kleine kinderen hadden meer dan één miljoen flessen opgehaald. Deze werden in de fabrieken gevuld met een mengsel van hars, teer en benzine. Met één goed gemikte worp kon men daarmee een tank uitschakelen.
De eerste divisies werden naar een ‘rustige’ sector gestuurd om ervaring op te doen, maar de tweede divisie liep al meteen vast in een Duitse tankaanval. Het volksvrijwilligersleger werd uitgedund. De slagvelden van de Loega-linie lagen bezaaid met tienduizenden Russische doden. Mede door totaal gebrek aan training brachten de vrijwilligers het er slecht vanaf. Sommigen bleven staan om op de vijand te kunnen mikken zonder zelf, plat op de grond, dekking te zoeken.
Rondom Leningrad raakten de wegen vol met allerlei soorten mensen. Er werden steeds meer mensen gemobiliseerd voor het graven van antitankgrachten en loopgraven. Bovendien moesten er artilleriestellingen worden aangelegd en moesten er nieuwe verdedigingsstellingen worden gebouwd. Dit werk werd vooral verricht door vrouwen en kinderen, aangezien de mannen naar het front waren gestuurd. Naar schatting werkten begin augustus 1941 tussen de 500.000 en 1.000.000 mensen aan de versterkingen. De mensen die aan het werk waren om nieuwe verdedigingsstellingen te bouwen, ondervonden constant hinder van aanvallen door Duitse vliegtuigen.

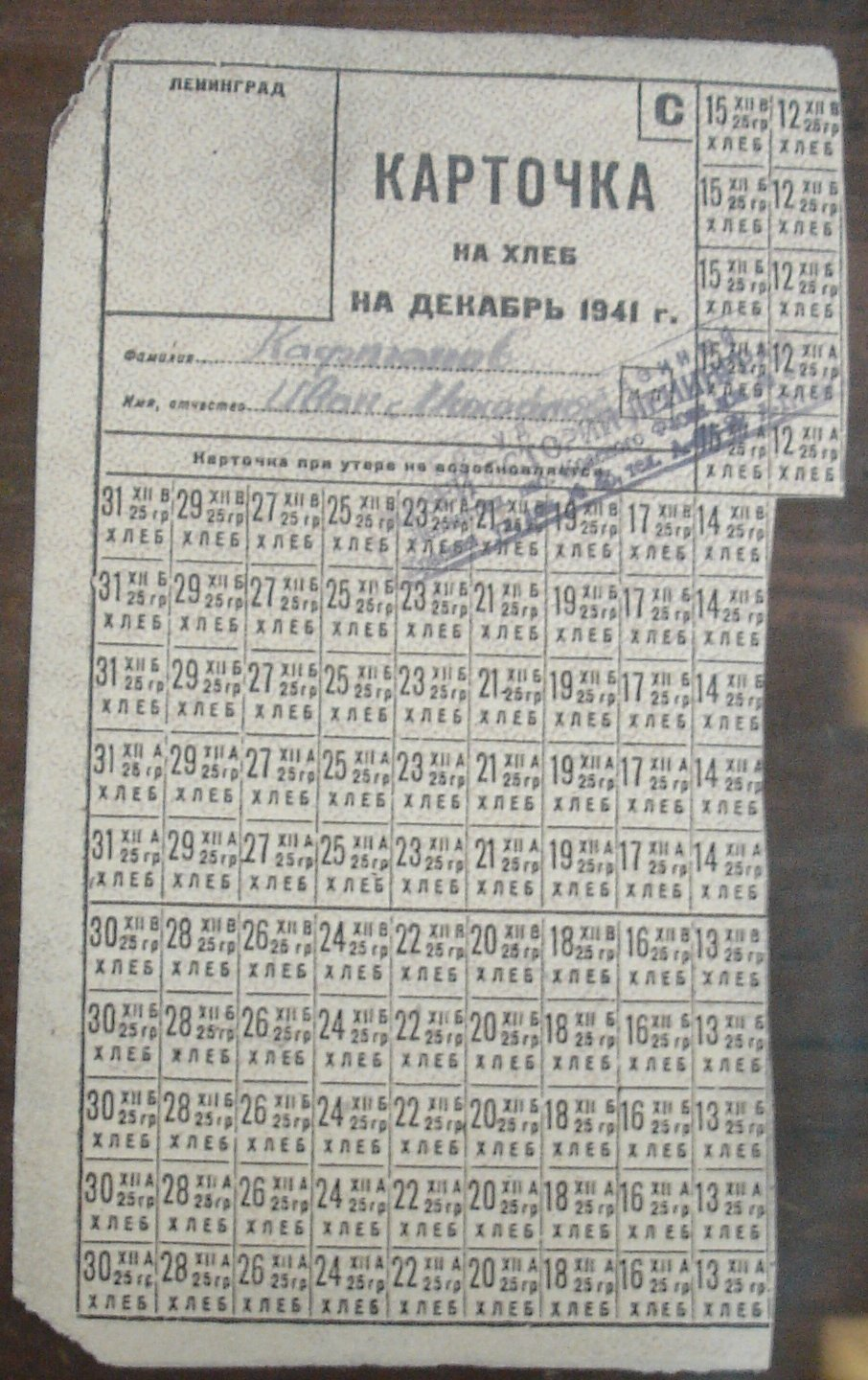
Voedselbonnen (december 1941).

Het front lag nog ruim honderd kilometer verderop. Er stonden echter in de stad al lange rijen mensen voor de banken en winkels. Mensen namen zo veel mogelijk geld op om het dan allemaal voor voedselinslag te gebruiken. Sinds 18 juli was er een voedseldistributie in werking getreden. De rantsoenen waren redelijk groot: dagelijks 800 gram brood voor de arbeiders, iedere maand 2,5 kilo vlees, veel vet en suiker en peulvruchten. Bovendien waren er ook nog ‘vrije’ winkels, waar men zonder bonkaart van alles kon en mocht kopen. Niemand maakte zich echt druk om de voedselvoorziening: er waren, op dát moment, andere zorgen en angsten. Dat nam echter niet weg dat de winkels snel leeg raakten en de stations overvol. Er werden honderdduizenden mensen geëvacueerd. In de eerste week van de blokkade werden er maar liefst 235.000 kinderen en 164.000 arbeiders geëvacueerd. De evacuatie verliep langzaam. De treinen werden naar zeer uiteenliggende bestemmingen gereden. Andere treinen kwamen nauwelijks verder dan twintig kilometer buiten Leningrad, werden daar op zijsporen gereden en stonden daar dagen te wachten, voordat ze weer verder konden of terug naar Leningrad keerden. Er waren plannen gemaakt om nog 700.000 mensen te evacueren, maar dit streefgetal werd bij lange na niet gehaald.
De spoorverbindingen werden constant gebombardeerd en het leek maar een kwestie van tijd voordat de laatste spoorverbindingen het zouden begeven. Op 30 augustus 1941 werd dan ook de laatste spoorverbinding tussen Leningrad en het achterland verbroken. Er bleven drie miljoen mensen achter in Leningrad.
De Loega-linie was vijf dagen daarvoor opgegeven en Leningrad wist wat het te wachten stond. Op 20 augustus was de spoorwegverbinding naar Moskou al verbroken. Ook in het noorden, waar de Finnen de strijd aangingen met de Russen, viel het stadje Vyborg in Finse handen.

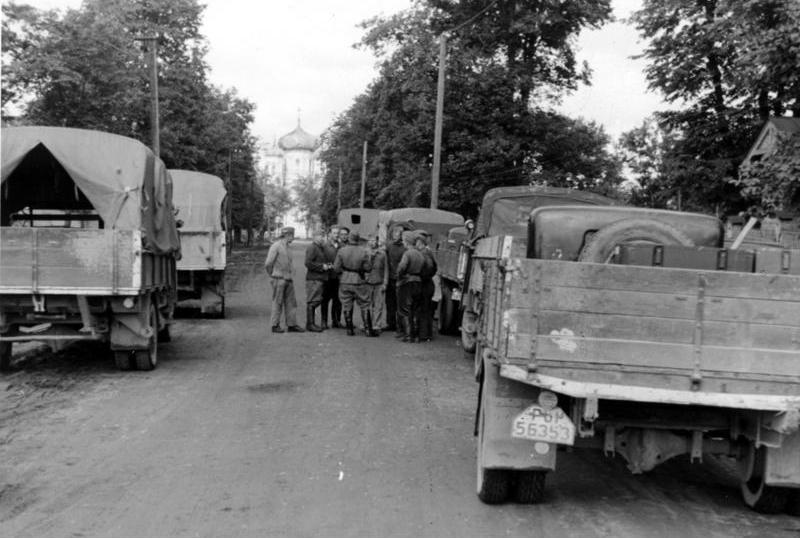
Duitse vrachtwagens op de straatweg naar Krasnogvardejsk.

Op 19 augustus 1941 bereikten Duitse pantsereenheden het gebied rond Krasnovardejsk, veertig kilometer van Leningrad. Op 18 augustus was in Leningrad een speciale Raad van Verdediging opgericht met als de taak ervoor te zorgen dat er wijk-tot-wijk-verdedigingsgordels ontstonden. Elke wijk stond vanaf toen onder het commando van de zogenaamde troika’s. Dit was een driemanschap met zeer verregaande bevoegdheden. Soortgelijke troika’s werden belast met de leiding over de verdediging van fabrieken. Er moesten snel 150 arbeidersbataljons worden gevormd, bestaande uit ieder 600 manschappen. Voordat de avond viel waren er 77 bataljons in zijn geheel gemobiliseerd. Hun wapens bestonden uit geweren en machinepistolen, maar ook uit sabels, houwelen en molotovcocktails. De parken werden omgespit, er kwamen loopgraven en mitrailleurnesten. Enkele honderdduizenden stedelingen werden ingezet voor het opwerpen van barricades. Dit keer niet buiten de stad, maar in de stad zélf.
In de riolen van Leningrad ontstond een systeem van bevoorradingsroutes, zodat men voorraden en troepen snel en veilig van het ene naar het andere stadsdeel kon vervoeren. Er werden honderden kilometers antitankgrachten gegraven, een loopgravenstelsel van duizenden kilometers, er kwamen vijfduizend bunkers, sommige van beton, andere van hout of aarde. De Jegorjevfabriek maakte kant en klare bunkers; grote stalen gevaartes die in de stad werden ingegraven en werden voorzien van artillerie. Ze droegen de naam Vorosjilov-Hotels, naar de bevelvoerder.
Er was in Leningrad een tekort aan springstoffen, en tevens aan lichte en zware wapens. Museumstukken zoals voorladers werden weer in gebruik genomen. In en op de trams legde men voorraden granaten en molotovcocktails aan. Kanonnen werden op vrachtwagens gemonteerd. Op deze manier was alles snel verplaatsbaar van het ene stadsdeel naar het andere.
Er werd een spertijd ingevoerd: tussen tien uur ’s avonds en vijf ’s morgens mocht niemand zonder een speciaal pasje de straat op. Patrouilles controleerden ieders papieren. De vrees heerste dat de Duitsers zouden proberen te midden van de nog steeds binnenstromende vluchtelingen de stad te infiltreren.

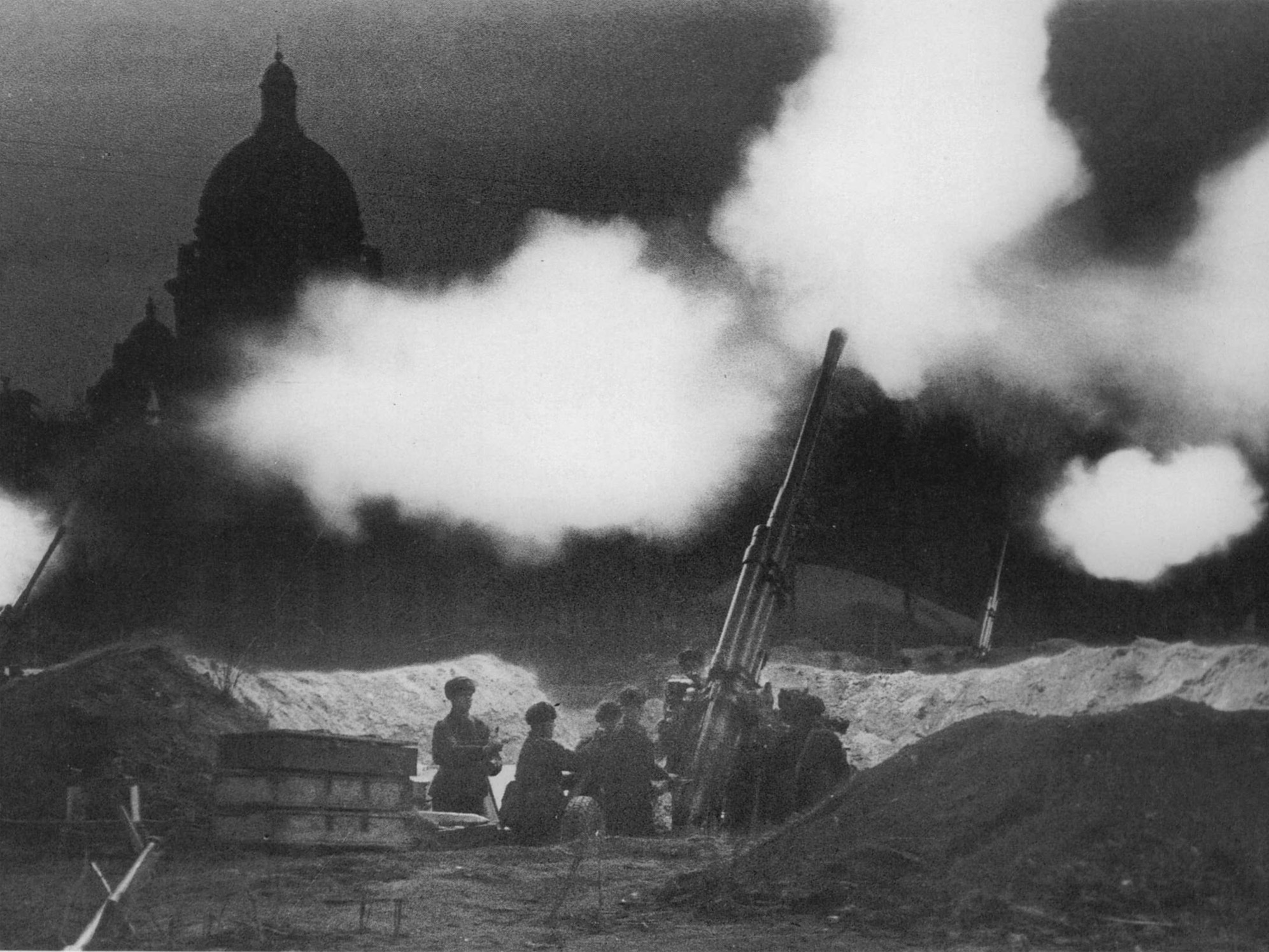
Luchtverdediging in Leningrad

Er werd een soort ring om de stad gebouwd. Alle buitenwijken werden verlaten en iedereen zat in het hart van de stad. De ring stond vol met wachttorens, en werd omgeven door zandzakken en tankversperringen. De stad werd vierentwintig uur per dag bewaakt. Er stonden duizenden luchtwachters op hun post. Ze signaleerden elke verdachte beweging. Leningrad wachtte op het moment dat de Duitsers aan zouden vallen. Zouden ze Leningrad met hun grondtroepen in een offensief overlopen, of zouden ze door middel van bombardementen en aanvallen met parachutisten de verdediging onschadelijk maken?
Vooral voor de aanvallen uit de lucht werd gevreesd. Er werden 3.500 luchtwachteenheden gevormd, met totaal 124.000 manschappen. Hun taak was om fabrieken, woningen en kantoren te beschermen tegen luchtaanvallen. Ze moesten brandbommen doven, branden blussen en gewonden afvoeren. In de stad zelf stonden 85 luchtdoelbatterijen opgesteld. Op 1 september 1941 waren er al tachtig brigades actief, in totaal 50.000 man. Elke andere persoon, die er aan kwam om te helpen, werd naar het naderende front gestuurd. Voornamelijk waren het partijleden die als politieke commissaris bij de troepen fungeerden. De politie grendelde de voornaamste wegen en straten af en de parken werden dusdanig omgebouwd, dat het eenvoudig was om eventuele parachutisten (Fallschirmjäger) direct uit te schakelen. In elke straat werden kleine gevechtsgroepen gevormd die onder leiding stonden van een sectorchef. Zo werd de stad één ontzagwekkende vesting.
Tegelijkertijd bleven de fabrieken maar oorlogsmateriaal produceren. De tanks werden direct naar het front gestuurd. De wapens werden geleverd aan mannen die onmiddellijk richting de vijand vertrokken.

## Duitsers vallen aan

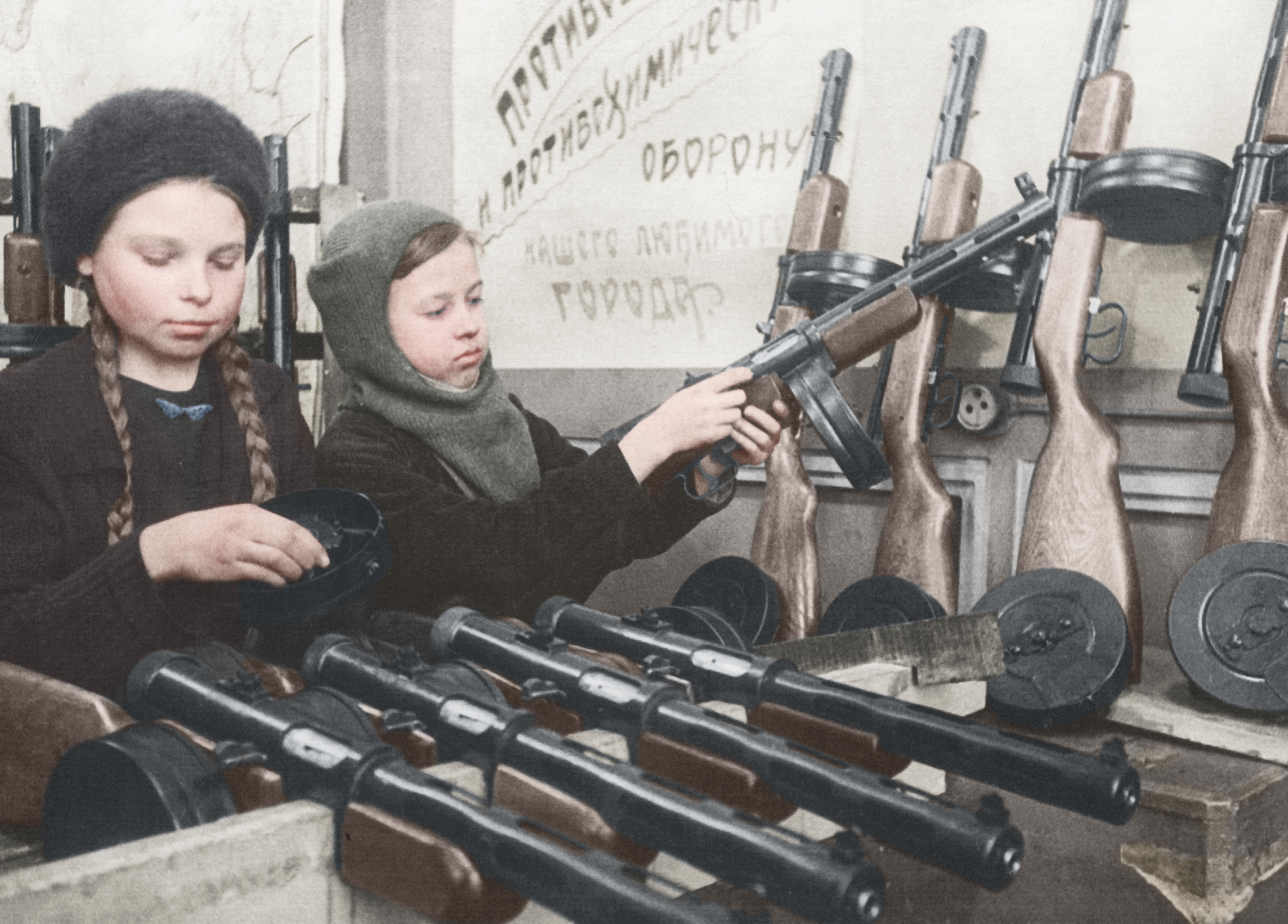
Meisjes maken wapens

Een nieuwe dag brak aan voor Leningrad. Het was de vierde dag van september. De eerste Duitse artilleriegranaat ontplofte in de binnenstad. De daaropvolgende dagen ontploften er nog vele artilleriegranaten in Leningrad. De stad lag onder zwaar artillerievuur. Op zes september werd Leningrad voor het eerst gebombardeerd. De stad was groot en zeer uitgestrekt: de eerste verwoestingen vielen nauwelijks op. Op de avond van acht september 1941 was er weer een zwaar bombardement. Ditmaal was het zuidwesten van de stad aan de beurt. De Duitsers hadden het gemunt op de voedselopslagplaatsen van de stad. Deze brandden bijna in hun geheel af.
Men kwam tot de conclusie dat er in de hele stad nog voor ongeveer twee maanden aan voedsel was, mits er een uiterst krap rantsoen zou worden ingesteld. Er mocht nog maar 1100 ton meel per dag worden gebruikt, waar eerst nog 2100 ton per dag normaal was. En de vooruitzichten over de voedselvoorziening waren niet rooskleurig. Er zou de komende maanden geen korrel graan via Russische bodem de stad kunnen bereiken.
Ondertussen viel ook Sjlisselburg aan het Ladogameer. Leningrad wist dat de situatie, voor zover nog mogelijk, verder was verslechterd.
Op 13 september werd Vorosjilov als bevelhebber van het Leningradfront vervangen door Zjoekov. De stad lag al vijf dagen hevig onder vuur van de Duitsers. In het zuidwesten viel de voorstad Krasnoje Selo. Het front was nog maar een kleine vier kilometer verwijderd van de Kirowfabrieken. Hier werd veel oorlogsmateriaal gemaakt. Als deze fabrieken zouden worden veroverd, zag het er wel heel donker uit voor Leningrad.
Men besloot tot het ondermijnen van de gehele zuidelijke helft van Leningrad: zodra de Duitsers zouden binnendringen ging de hele boel de lucht in. Het was 17 september, Zjoekov gaf aan dat de troepen zich niet meer mochten terugtrekken. Wie het in zijn hoofd haalde om ook maar één stap terug te doen, werd doodgeschoten door de eigen troepen.
De Russen hadden een geheim wapen geïntroduceerd, de Katjoesja’s. Dit waren raketten die de Russen inzetten om de Duitsers van een afstand te bestoken en lichte verliezen toe te brengen. Er werden tien tot twaalf raketten tegelijk afgevuurd. De nieuwe raketwerper kreeg de populaire bijnaam Stalinorgel.

### Duits plan onverwacht gewijzigd

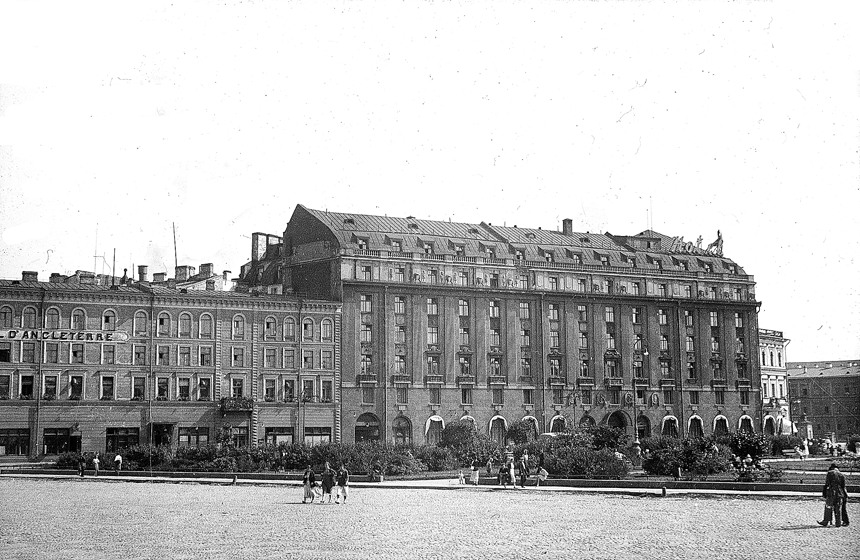
Hotel Astoria voor de oorlog

De Russische aanvallen werden niet beantwoord met zwaar geschut van de Duitse tanks. De Duitsers hadden geen tanks meer bij Leningrad. Ze waren geruisloos bij het front weggehaald en waren in de richting van Heeresgruppe Mitte getrokken. Daar moesten ze de troepen van Heeresgruppe Mitte ondersteunen bij de aanval op Moskou.
Het oorspronkelijke aanvalsplan, gericht op de verovering van Leningrad met daarna de aanval op Moskou, was dus losgelaten. Hitler gaf het bevel Leningrad in zijn geheel te omsingelen en alle mogelijke toevoerwegen af te sluiten. De stad moest worden vernietigd door uithongering, door artillerievuur en door bombardementen.
Tevens zei Hitler dat een overgave van de stad niet mocht worden geaccepteerd. Hij was bang dat de burgers zich dan bij de partizanen aansloten. Van Hitlers voornemen om het overwinningsfeest nog vóór de winter in het Leningradse Hotel Astoria te vieren kwam niets terecht, ondanks het feit dat de kaartjes voor dit feest al gedrukt waren.

## Eerste winter

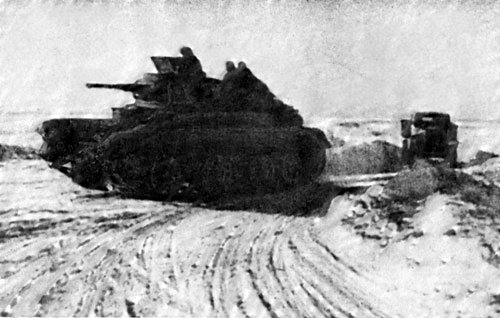
Russische tanks controleren het ijs (1942).

Eind september slaagden de Russen erin de Duitsers vlak voor Leningrad tot stilstand te brengen. De verliezen aan mensen, materieel en grondgebied waren enorm. De stad was voor driekwart afgesneden van de rest van het land. De enige overblijvende route was via het Ladogameer naar het dorpje Kobona. Het gebied dat de Duitsers in een ijzeren tang hielden, begon in het westen bij de Finse Golf, waar de frontlijn vlak langs de stadsgrens liep. Vanuit die positie bestookten de Duitsers Leningrad gedurende de 872 dagen die het beleg zou duren, met zwaar artillerievuur. Alleen in de winter van 1941-1942 kwamen er al meer dan 40.000 projectielen op Leningrad terecht. Het front liep verder met een boog naar Sjlisselburg aan het Ladogameer. Ten noorden waren de Finnen opgerukt tot vlak bij Leningrad, namelijk tot aan Beloostrov.
Aan de noordkant van het Ladogameer hadden de Finse troepen ook een aanzienlijke terreinwinst geboekt. De Duitsers en Finnen waren slechts 120 kilometer van elkaar verwijderd. Het zou echter de hele oorlog niet lukken deze afstand te overbruggen.
De Russen hadden ten westen van Leningrad nog een aanzienlijk bruggenhoofd behouden. Het gebied rond Oranienbaum was nog steeds in Russische handen. Daardoor kon ook de belangrijke Russische marinebasis op het eiland Kronsjtadt met succes worden verdedigd. De Duitsers konden de stad dus niet vanaf de zeezijde afsnijden. De verdediging van Kronsjtadt en Oranienbaum was echter zeer moeilijk. De bevoorrading met wapens, voedsel en medicijnen moest over zee plaatsvinden. Dit gebeurde meestal ook nog eens onder vijandelijk vuur.
Hoewel de omsingeling van de Duitsers het Leningrad erg lastig maakte, was de omsingeling net niet goed genoeg om dodelijk te zijn. Het omsingelde gebied was ruim 3000 km² groot en dit kostte de Duitsers een enorme troepenmacht. Bovendien was het Duitse bruggenhoofd bij Sjlisselburg maar zestien kilometer diep. Het was dus ook vrij kwetsbaar. Op dit punt richtten zich dan ook voortdurend Russische aanvallen, die in januari 1943 eindelijk tot succes zouden leiden. Toen pas zou de verbinding met Moskou worden hersteld. Een ander zwak punt in de omsingeling was natuurlijk het Ladogameer zelf. Hoe moeilijk de verbinding via het Ladogameer ook was, het redde Leningrad wel van de overgave en ook vele mensenlevens. Het was deze levensader, de Weg van het Leven, die het mogelijk maakte dat dit unieke beleg – want nog nooit in de militaire geschiedenis werd een miljoenenstad zo lang belegerd - in een fiasco voor de aanvaller eindigde.

### Hongersnood

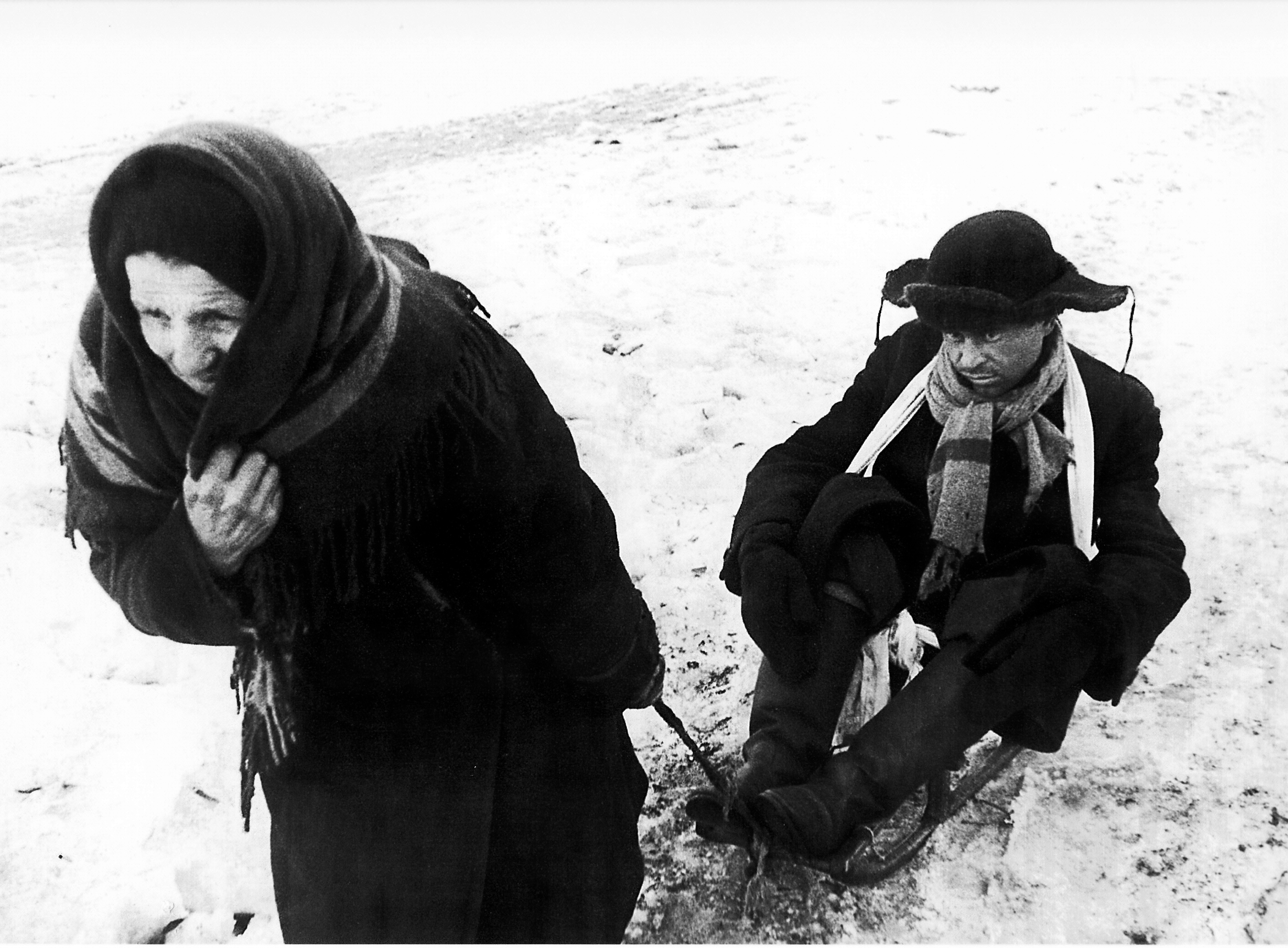
Uitgehongerde mensen in Leningrad

Nadat het wat rustiger werd aan het front en de Russen de Duitsers op afstand konden houden, ontstond er een volgend probleem. Er dreigde hongersnood in Leningrad. Tijdens het begin van de oorlog beschikte Leningrad over een normale hoeveelheid voedingswaren. Ook tijdens de snelle Duitse opmars werden geen extra maatregelen genomen. Niemand verwachtte dan ook dat de belegering van de stad zo lang zou kunnen duren.
Eind september 1941 bevonden zich ruim drie miljoen mensen in Leningrad. De noodmaatregelen om per schip (via de Ladogaroute) en door de lucht extra voedsel aan te voeren waren onvoldoende om de eerder gestelde rantsoenen te handhaven. Aan het einde van december konden de mensen in Leningrad weer een klein beetje meer voedsel verwachten. Er kon toen namelijk aanvoer over het bevroren Ladogameer plaatsvinden.
Leningrad ging dus geheel onvoorbereid de verschrikkelijkste winter van zijn bestaan in. Bovendien hadden de fabrieken onvoldoende voorraden om te kunnen blijven produceren. Vanaf december waren dan ook de meeste bedrijven gesloten. Slechts enkele fabrieken werkten door. Dit waren vooral fabrieken die oorlogsmateriaal leverden.
Arbeiders die niet meer konden werken, kinderen, kantoorpersoneel en het niet-werkende deel van de bevolking kregen slechts de helft van het rantsoen dat de arbeiders kregen. Bovendien ontvingen de mensen hun voedselrantsoenen lang niet altijd.
Door het gebrek aan voedsel moest men vindingrijk zijn. Zo slaagde men er voor het eerst in de aardappeloogst in september al in zijn geheel binnen te halen. Men stopte met het brouwen van bier en gebruikte de 800 ton mout om brood te bakken. Ook de 5000 ton haver, die als paardenvoer was bedoeld, werd gebruikt om brood te bakken. Dit zou na verloop van tijd ook opraken en daarom ging men verder met het vinden van alternatieven. Zo ging men bedorven veekoek in het brood stoppen. Normaal gesproken zou dit giftig zijn, maar door de hitte in de oven werden de giftige stoffen verwijderd. Eind november was het brood als volgt samengesteld:
- 73% roggemeel[7]
- 10% cellulose[7]
- 10% veekoek[7]
- 3% gemalen maïs[7]
- 2% kaf[7]
- 2% stof van meelzakken[7]

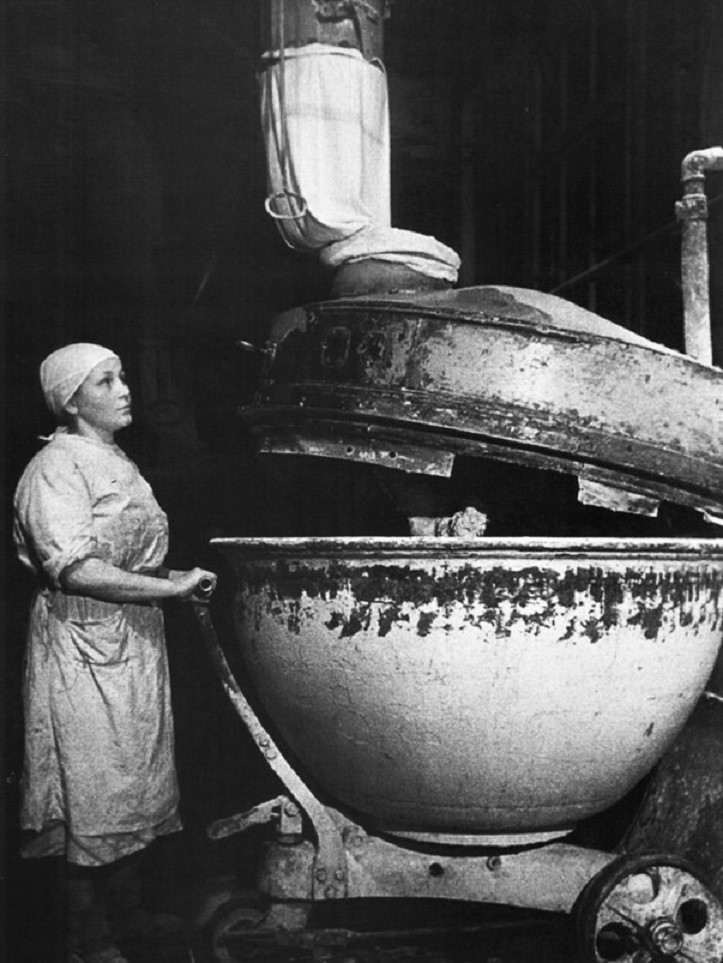
Deegmenger van de bakkerij nr. 61 K. Simonova

Overal zocht men naar eten. De vloeren van de brouwerijen werden opengebroken, wat als winst 110 ton mout opleverde. Industrie-olie werd geschikt gemaakt voor consumptie. De bakkerijen gebruikten iedere dag twee ton olie voor het invetten van de bakvormen. Als vervanging daarvoor gingen ze een mengsel van water (71%), zonnebloemolie (20%), zeep (4%) en andere stoffen gebruiken.
Ook voor andere levensmiddelen zocht men naar vervanging. Zo werden de schapendarmen en kalfshuiden opgegeten. Worsten werden van paardenvlees gemaakt. Van bonen werd soep gekookt.
In de winter van 1941 op 1942 kwamen tienduizenden mensen in Leningrad om van de honger. Een gevolg van te weinig voedsel is de aantasting van het immuunsysteem. Door de ijzige kou die zijn intrede had gedaan, stierven ook tienduizenden, zo niet honderdduizenden mensen. Dit allemaal als gevolg van het voedseltekort.
Winkels en bakkerijen werden echter nooit geplunderd in Leningrad. Wel vond er in december een toename van het aantal diefstallen plaats. Deze diefstallen waren dan vooral het stelen van bonkaarten van oudere vrouwen of ineengezakte mensen. Als men meer dan 250 gram brood had gestolen zou de doodstraf volgen. Er kwam zelfs kannibalisme voor. Men at het vlees op van een pas overleden familielid. Volgens geruchten werd er ook mensenvlees op de zwarte markt verhandeld. In interviews met overlevenden, vele jaren na de oorlog, bleek dit helaas geen gerucht te zijn maar een feit. Hoe schokkend dat ook is, het geeft wel aan hoe wanhopig de mensen op sommige momenten waren.
Vaak gingen bonkaarten bij een granaatinslag op het huis verloren. En als men geen bonkaart had, was men overgeleverd aan de hongerdood. De overheid was echter zeer voorzichtig met het uitdelen van bonnen aan mensen die net hun huis, met bonnen, waren verloren. Dit alles om fraude tegen te gaan. Vaak werd ook de dood van familieleden een tijdje stilgehouden, om zo een dubbel rantsoen te verkrijgen.
De enige aanvoerlijn van voedsel was die door de lucht of die over het Ladogameer. De aanvoer over het meer kreeg echter ook nog flinke tegenslag te verwerken. De Duitsers waren er op 9 november in geslaagd het stadje Tichvin te veroveren. Goederen die vanuit het binnenland naar het Ladogameer werden aangevoerd, gingen via Tichvin. Nu het stadje in Duitse handen was, werd de aanvoerlijn stukken langer. Bovendien moest het nu door een erg lastig begaanbaar gebied.

### De weg over het ijs

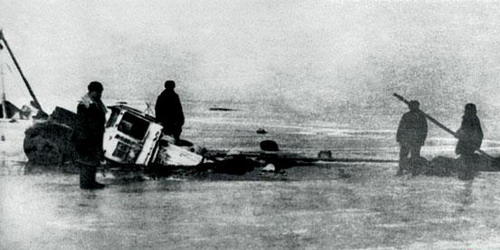
Een vrachtwagen zakt door het ijs

Toch werd er nog heel wat voedsel over het Ladogameer aangevoerd; dit was echter onvoldoende voor alle mensen in Leningrad. De Russen gingen met trucks het ijs op die waren volgeladen met voedsel. De trucks raakten vaak in een sneeuwstorm de weg kwijt, of zakten door het ijs. Daarnaast konden de Duitsers het laatste deel van de route over het ijs met artillerievuur bestoken. Zelfs toen de verbinding in januari beter werd, bleef de hoeveelheid aangevoerd voedsel onvoldoende.
Leningrad zou tot overgave gedwongen zijn als de Russen Tichvin niet hadden heroverd. Een Russisch tegenoffensief leidde op 8 december tot de herovering van deze stad. Dat betekende een aanzienlijke verkorting van de weg die de trucks moesten afleggen. In januari 1942 trok men bovendien de spoorlijn door tot aan de oostkant van het meer, waardoor de route voor de trucks verkort werd tot bijna dertig kilometer over het ijs.
Het voedsel van de eerste konvooien ging vrijwel direct naar het front. De soldaten kregen al de hele tijd een hoger rantsoen, maar dat nam niet weg dat ook zij uitgehongerd waren. Ziekte en uitputting brachten de defensie van Leningrad in gevaar. Er vond zelfs desertie plaats. Extra voedsel was dus hoogst noodzakelijk.
De weg over het ijs maakte ook de evacuatie van duizenden burgers mogelijk. Voordat de stad was afgesneden door de Duitsers, had men de kans gemist om voldoende mensen oostwaarts te transporteren. Nu mochten aanvankelijk alleen zieken, gewonden, oude vrouwen en kinderen per vrachtauto de stad uit. Meestal waren het open trucks, terwijl het soms 25 tot 30 graden vroor. Verder trachtten vele burgers te voet het meer over te steken. Bijna allen kwamen daarbij om door de bittere kou.

### Grote haat tegen Duitsland

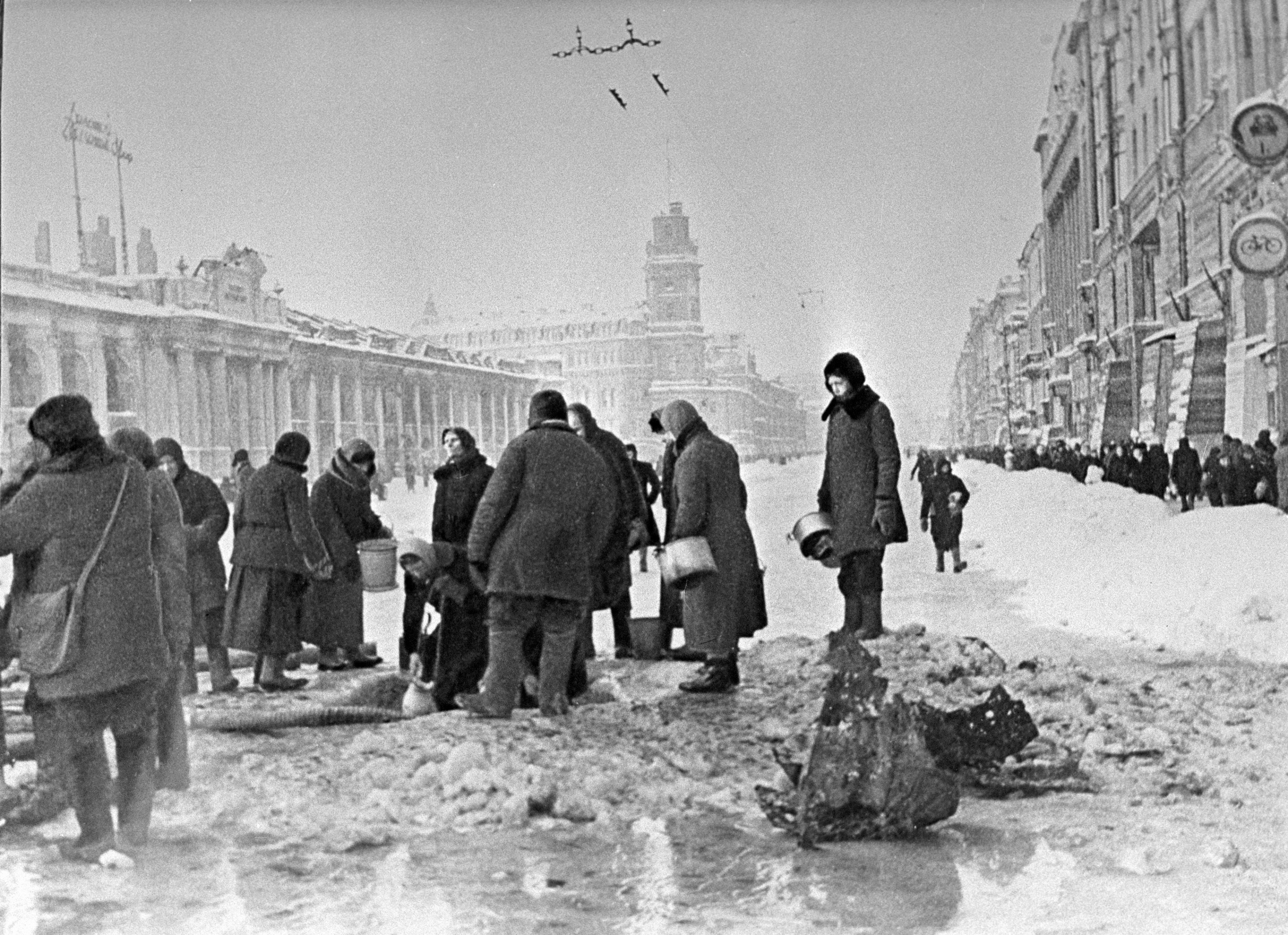
Burgers staan in de rij voor water

Eind 1941 was de aanvoer van leidingwater tot stilstand gekomen. Mensen haalden het water uit de Neva en stadskanalen. Van vuilophaling was eveneens geen sprake meer. De politieagenten waren simpelweg te zwak om hun werk uit te voeren. In december was slechts een kwart van hen in staat arbeid te verrichten. Pas eind april 1942 kon men een effectieve politiecontrole instellen. Van de brandweerlieden was vaak niet meer dan 10% in staat hun werk naar behoren te verrichten. En dat terwijl de ‘noodkacheltjes’ voor heel wat branden zorgden.
Via aanplakbiljetten en luidsprekers probeerde de Communistische Partij de moed er bij de burgers in te houden. Echter: de meeste mensen lazen noch luisterden naar de propaganda-acties van de Sovjetregering. Maar de uithongeringstactiek van de Duitsers zorgde voor een diepgevoelde haat en verbetenheid jegens de nazi's.

### Eerste Sovjetoffensief
Vanuit militair oogpunt bezien was december 1941 het keerpunt in de oorlog. De Duitse blitzkrieg was gestuit op de onverzettelijke taaiheid van de Sovjetmens en de Russische natuur. Hitler was er niet in geslaagd Moskou of Leningrad in te nemen. Gedurende de winter lanceerden de Sovjets zelfs een aantal tegenoffensieven rond het front bij Leningrad. Door de herovering van Tichvin was de totale afsluiting van Leningrad verijdeld. Op 13 januari 1942 begon het Rode Leger een offensief dat er op gericht was het beleg van Leningrad in zijn geheel op te heffen. Eind januari was men na bloedige gevechten zestig kilometer opgerukt, maar Ljoeban, een belangrijke schakel voor de spoorwegverbinding tussen Moskou en Leningrad, kreeg men niet in handen. De Duitse terreinverliezen aan het noordelijk front waren overigens veel kleiner dan elders in de Sovjet-Unie. Midden maart slaagden de Duitsers er in het 2e Stoottroepenleger onder leiding van Andrej Vlasov te omsingelen. Vlasov bleef tot juli doorvechten. Na zijn overgave liet hij zich door de Duitse Wehrmacht (door Hitler toegestaan mits alleen voor propagandadoeleinden, wat in de praktijk echter sterk werd opgerekt door de Duitse militaire leiding) overhalen om het hoofd van het Russisch Bevrijdingsleger te worden. Dit leger streed met de Duitse soldaten mee tegen het communisme van Stalin, maar werd ook op andere plekken ingezet.

## Ontzet van Leningrad

### Situatie verbetert

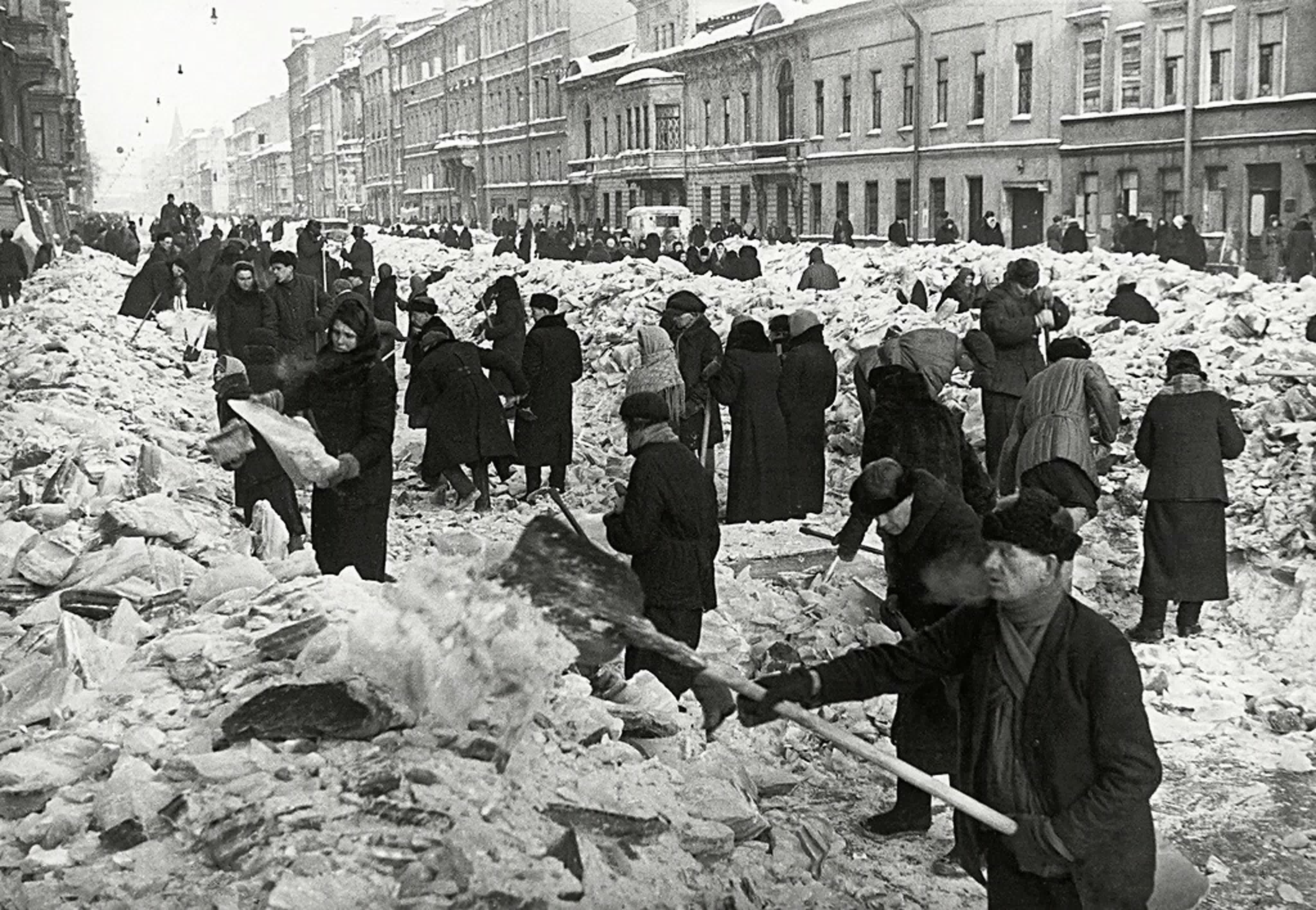
Burgers ruimen de straten op 8 maart 1942

In Leningrad leefde de hoop dat de blokkade in de zomer van 1942 zou worden doorbroken. Die hoop was niet gerechtvaardigd en de autoriteiten zagen aankomen dat ook de winter van 1942-1943 heel moeilijk zou worden. Op 5 juli 1942 besloot men daarom om nog eens 300.000 mensen te evacueren. Leningrad telde op 1 januari 1943 nog maar 637.000 inwoners. In september 1941 waren dit er nog ruim drie miljoen geweest.
Na het invallen van de dooi moest de ijsweg over het Ladogameer worden gesloten en werden de goederen per schip aangeleverd. De ijsweg ging officieel dicht op 23 april 1942. Er reden overigens nog gewoon vrachtwagens over het ijs toen het water al óp het ijs stond en de weg officieel dicht was. De chauffeurs hadden hun leven gewaagd voor de burgers in Leningrad. Ze wisten op deze manier nog 65 ton uien aan te voeren.
Door de groei van de aanvoer en de grote teruggang van het aantal burgers, vormde de voedselvoorziening niet langer het grootste probleem. Al in de zomer van 1942 waren de rantsoenen groter dan in de rest van de Sovjet-Unie.
In het voorjaar van 1942 was Leningrad totaal vervuild. Overal lagen doden en de autoriteiten vreesden voor een epidemie als de lijken niet waren weggehaald voor ze waren ontdooid. Op 8 maart, de Internationale Vrouwendag, gingen duizenden vrouwen de straat op om vuil op te ruimen en lijken te bergen. Op 15 maart had de ‘opruimploeg’ al de grootte van 10.000 vrouwen. De Stadsraad stelde toen het schoonmaken verplicht. Via draadtoestellen en aanplakbiljetten werden burgers opgeroepen om te helpen met schoonmaken. De eerste dag kwamen er 143.000 verzwakte mensen de straat op. Een dag later was het aantal gegroeid tot 224.000 en op 4 april waren het er zelfs 318.000. Tussen 27 maart en 15 april werden maar liefst 12.000 binnenplaatsen schoongemaakt waarbij 100.000 ton aan vuil werd verwijderd. Langzaam keerde het normale leven terug in Leningrad.

### Hitler stuurt extra troepen

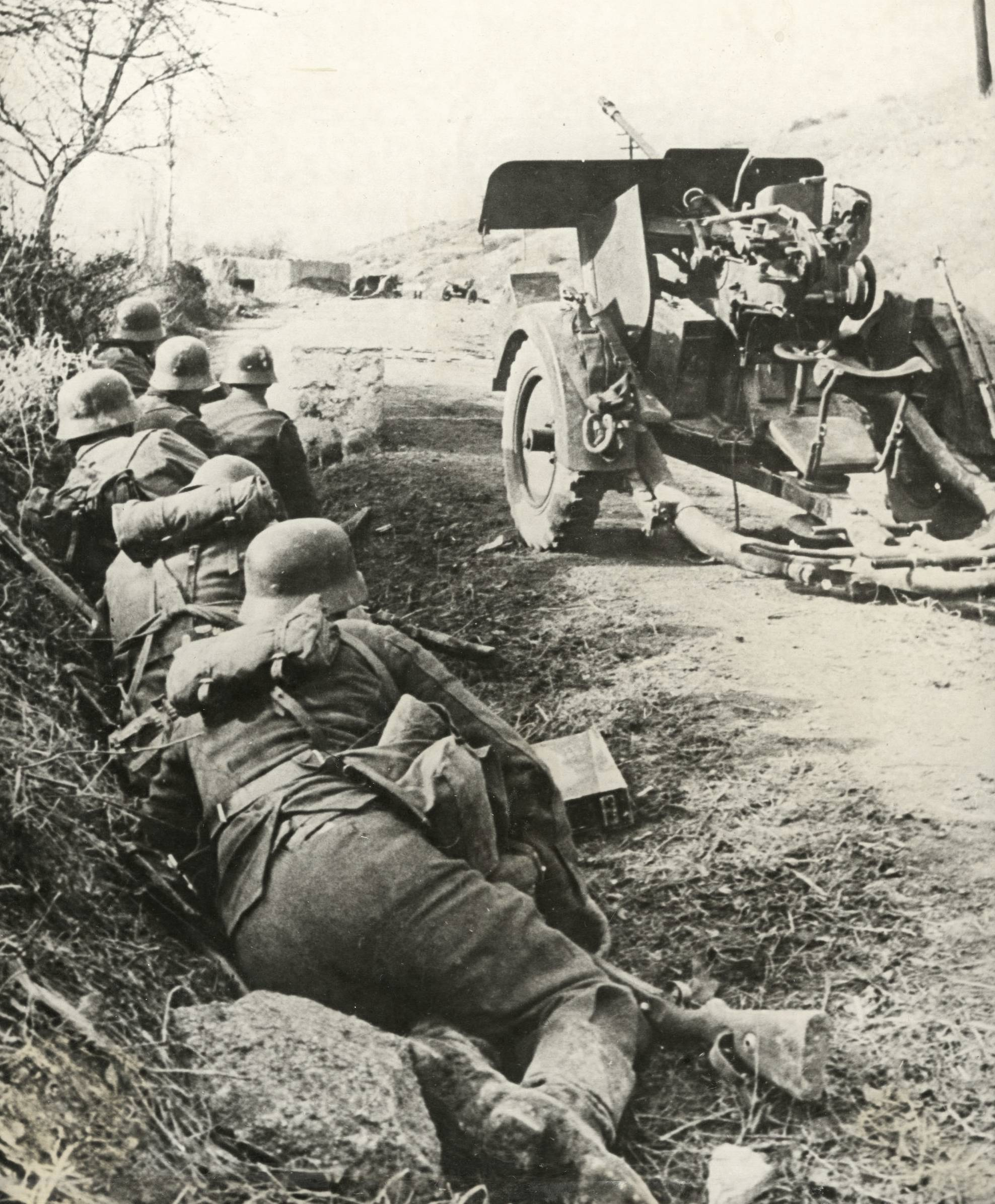
Spaanse vrijwilligers van de Blauwe Divisie vochten mee met de Duitsers

Toch was het gevaar nog niet geweken. Op 23 juli 1942 gaf Hitler de opdracht dat Leningrad in september van datzelfde jaar moest zijn gevallen. Een formidabele strijdkracht werd hiervoor ingezet. Het 11e Leger onder Von Manstein werd van de Krim overgeplaatst naar Leningrad. Het 11e Leger had zojuist het beleg van Sebastopol met succes afgeweerd. Bovendien werd de Blauwe divisie van Spaanse vrijwilligers naar het front gestuurd. In totaal stonden eind juli 1942 21 infanteriedivisies, een tankdivisie en infanteriebrigade in de buurt van Leningrad en het veel omstreden spoorwegknooppunt Mga klaar voor een offensief.
De leiders van het Sovjetleger pleegden ondertussen overleg om een nieuw offensief te lanceren. Ze wilden de blokkade doorbreken en de Duitsers tegenhouden voordat die in de aanval gingen. Maarschalk Kiril Meretskov van het Volchov Front zou met zijn troepen in westelijke richting trekken. Maarschalk Leonid Govorov, bevelhebber van het Leningradfront, zou met zijn troepen in oostelijke richting trekken.
Eind augustus zetten de Sovjettroepen de aanval in, maar deze mislukte. Men kwam niet door de Duitse linies heen. Wel werd op 8 september met drie infanteriedivisies de Neva weer even overgestoken, maar het bruggenhoofd bleek onhoudbaar. Op 8 oktober, een maand na de oversteek, liet Govorov de troepen weer terugtrekken.
Aan de andere kant verging het de troepen van Meretskov niet veel beter. Na een kleine terreinwinst van de Sovjets zette Von Manstein een tegenoffensief in om de verbindingslijnen van het leger van Meretskov af te snijden. Het leger kwam vast te zitten in de moerassen en dreigde te worden vernietigd. Meretskov ging echter zelf naar het front en kon zijn troepen redden. Maar de kracht om de blokkade te doorbreken was er voorlopig niet meer. Zo was het offensief op een mislukking uitgelopen.
Er was echter één belangrijk winstpunt. De Duitsers hadden zware verliezen geleden. Ze hadden 60.000 man aan gesneuvelden, gewonden en krijgsgevangenen verloren. Bovendien waren 260 vliegtuigen, 200 tanks en 600 stukken geschut vernietigd.

### Opheffing blokkade

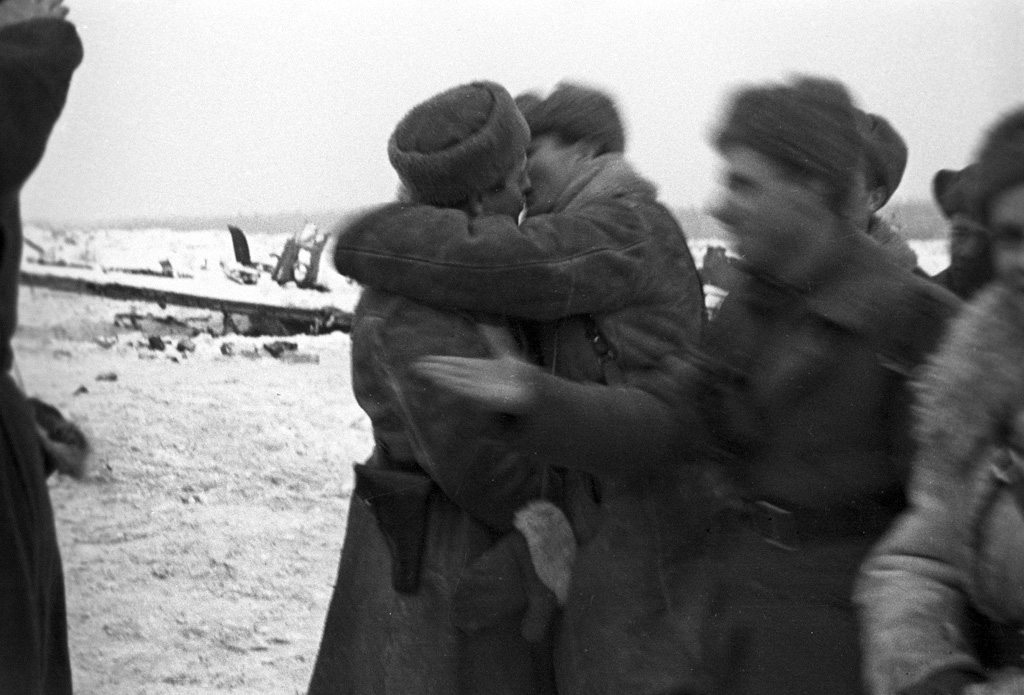
De troepen van het Leningradfront en het Volchovfront ontmoeten elkaar.

Maarschalk Govorov gaf niet op. Hij begon aan de voorbereiding van Operatie Iskra. Deze operatie zou ervoor moeten zorgen dat zijn leger met dat van Meretskov zou worden verenigd. Op 17 november 1942 werden hiervoor de eerste plannen gemaakt. De Sovjets startten het nieuwe offensief op 12 januari 1943. Over een front van dertien kilometer moesten de troepen van Govorov de Neva oversteken tussen Nevskaja Doebrovka en Sjlisselburg. Tegelijkertijd zouden de troepen van Meretskov een uitval doen in de richting van Sinjavino.
De 4500 stukken geschut voerden een inleidend artillerievuur uit. Dit duurde ongeveer twee uur. Het oorverdovende kanongebulder vermengde zich met het angstaanjagende gehuil van de Katjoesja's. Langzaam maar zeker kwam men in beide richtingen vooruit. Op 14 januari was de afstand tussen beide legers nog vijf kilometer. Twee dagen later was het gat nog maar 1200 meter. Op 17 januari werd Sjlisselburg omsingeld en op de 18e januari kwamen de troepen met elkaar in contact. De blokkade was sinds lange tijd verbroken.

### Definitieve klap voor de Duitsers

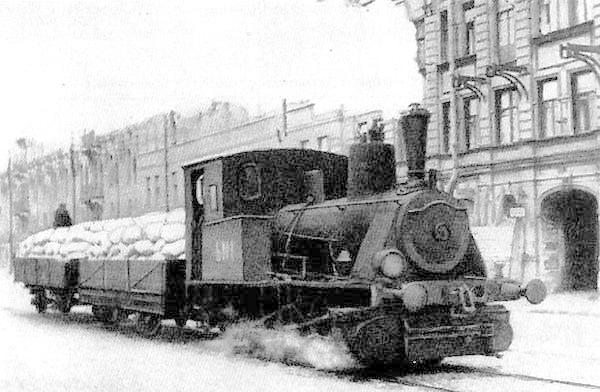
Een trein voert voedsel aan voor het uitgehongerde Leningrad.

Het gevaar was echter nog steeds niet geweken. Zo lag er geen spoorlijn in de 15 km brede strook die was bevrijd. Onder zwaar artillerievuur en in de kou werd een aftakking van een bestaande spoorlijn aangelegd. Op 7 februari 1943 kon de eerste trein al vertrekken naar Leningrad. Deze spoorweg werd ook wel de ‘Corridor des doods’ genoemd. In februari konden 67 treinen oversteken. De verbinding werd in elf maanden tijd 1200 keer onder vuur genomen door de Duitsers. Nadat een militaire spoorwegeenheid de lijn ging beveiligen, werd de aanvoer beter. In 1943 werd 4,5 miljoen ton vrachtgoederen aangevoerd.
De aanvoer mocht dan verbeterd zijn, de Duitsers stonden toch nog steeds een paar kilometer van de Kirovfabrieken in het zuidwesten van de stad. Het Duitse lange-afstandsgeschut bij Tosno nam de stad heviger onder vuur dan ooit tevoren.
De Sovjetleiders in Leningrad lieten zich niet door het succes verblinden en zagen de ernst van de situatie in en rondom Leningrad goed in. Ze maakten er zich geen illusie over dat de Duitsers, ondanks de nederlaag bij Stalingrad, niet sterk genoeg zouden zijn voor een aanval op de stad.
Op 9 september 1943 hield Govorov een stafbijeenkomst om een aanvalsplan te ontwerpen dat Leningrad definitief zou bevrijden uit de greep van de Duitsers. Men zou uit drie richtingen aanvallen: vanuit Oranienbaum, vanuit de Poelkovoheuvels aan het Leningradfront en vanuit het met dit front verenigde Volchovfront, waarvan de troepen moesten doorstoten naar Novgorod. Men zou wachten op de winter. De Sovjets waren dan in het voordeel. Een noodzakelijke voorwaarde voor het slagen van de operatie was het samentrekken van een grote troepenmacht nabij Oranienbaum.
Vanaf 5 november 1943 brachten konvooien van de Baltische Vloot ’s nachts onopgemerkt 52.000 manschappen, 187 tanks, 780 kanonnen, 2.200 vrachtwagens, 3.000 paarden en 10.000 ton aan munitie naar Oranienbaum. Uit het Russische achterland werden nog eens grote hoeveelheden wapens en munitie aangevoerd. Ten slotte stonden er drie aanvalsfronten gereed met in totaal 21.600 kanonnen, 600 stukken luchtdoelgeschut, 1500 Katjoesja-raketkanonnen, 1475 tanks en 1500 vliegtuigen. Daarnaast beschikten de Sovjets over een troepenmacht van 930.000 man. Dit was meer militair materieel dan tijdens de Slag om Stalingrad was ingezet.
Daartegenover stonden de Duitsers met 741.000 manschappen, 10.070 kanonnen, 385 tanks en 370 vliegtuigen.
De beste commandanten van de Sovjet-Unie waren naar Leningrad gestuurd om de operatie uit te voeren. Het 2e Stoottroepenleger in Oranienbaum stond onder leiding van luitenant-generaal Ivan Fedjoeninski. Het 42e leger dat vanuit de Poelkovoheuvels zou opereren stond onder leiding van generaal Ivan Maslennikov. Het Volchovfront had nog steeds Kiril Meretskov als bevelhebber.
De aanvallen vanuit Oranienbaum en het Volchovfront zouden op 14 januari 1944 beginnen, die vanuit de Poelkovoheuvels een dag later. Op de veertiende hing er een dichte mist. De Sovjet bommenwerpers konden daardoor niet opstijgen. Toch werd het offensief doorgezet. In 65 minuten tijd werden er, afgezien van de Katjoesja’s, vanuit Oranienbaum 104.000 granaten op de Duitse linies afgeschoten. De ontmijners konden in de mist ongezien paden vrij maken door de Duitse mijnenvelden ten zuiden van Poelkovo. Het 2e Stoottroepenleger bij Oranienbaum vorderde op de eerste dag 3 km in de richting van Ropsja.
De vijftiende begonnen de artilleriebeschietingen door het Leningradfront vanaf de Poelkovoheuvels. Zonder de Katjoesja’s mee te tellen, werden hier in honderd minuten tijd 220.000 granaten afgevuurd. In deze sector dreven de Sovjettroepen een bres van 5 km x 5 km in de Duitse linies. Met het dalen van de temperatuur op 19 januari nam het tempo van de opmars van de Sovjets toe. Op 22 januari begon de Duitse terugtocht in wanorde te verlopen. Op 27 januari 1944 waren de Duitsers uit de omgeving van Leningrad verdreven. De stad was voor de Duitse artillerie onbereikbaar geworden en er heerste een onwezenlijke stilte. Na 872 dagen te zijn belegerd konden de overgebleven 560.000 inwoners eindelijk opgelucht ademhalen. Leningrad was vrij.

## Cijfers
De stad heeft voor haar behoud een hoge prijs moeten betalen. Hieronder enkele cijfers:
- 716.000 mensen werden dakloos.[14]
- 526 scholen, 21 wetenschappelijke instellingen en 101 musea, 840 fabrieken, 71 bruggen, 187 monumentale gebouwen alsmede de Universiteit van Leningrad werden alle vernietigd.[14]
- De totale schade wordt geschat op 45 miljard roebel (ruim 1,3 miljard euro). Een ongekend bedrag in die tijd.[14]

Maar al deze verliezen wegen niet zo zwaar als alle verloren mensenlevens. Officiële rapporten van de Sovjetregering vermelden dat er in Leningrad 632.253 doden vielen. Onderzoekers zeggen echter dat het getal aanzienlijk hoger ligt en men denkt dat het aantal burgerslachtoffers op ruim één miljoen ligt. Daarnaast kwamen er nog ongeveer 300.000 soldaten om het leven, wat het totale verlies aan Sovjetzijde op ruim 1,3 miljoen doden brengt. Over het verlies aan materieel is nauwelijks iets bekend.
Over de Duitse verliezen is niets bekend. Wel kan worden gezegd dat deze ongekend hoog waren en dat het ook zeker meer dan 100.000 manschappen betreft. Zo groeide het beleg van Leningrad uit tot een van de bloedigste veldslagen uit de wereldgeschiedenis.

## Gevolgen

### Leningrad
Nadat de Duitsers waren verdreven kon men de schade in Leningrad gaan berekenen. Die was ongekend hoog met een verlies van naar schatting één miljoen burgers.
Echter, het was aan Leningrad de taak de stad weer op te bouwen en het normale leven weer op te pakken. Dit lukte goed. Men begon in Leningrad met de wederopbouw van primaire voorzieningen en later ook weer dingen die echt in een stad thuis hoorden. De mensen in Leningrad begonnen aan een heel nieuw leven.

### De oorlog
De Duitsers werden op alle fronten teruggedrongen. Zowel in het noorden, het midden als het zuiden van de Sovjet-Unie was het de Sovjet-Unie die successen boekte. Ook vanuit Italië werd Duitsland aangevallen, door de Britten en Amerikanen. In hetzelfde jaar werd ook een front in West-Europa gevormd. De Landing in Normandië was de totale doodsteek voor Duitsland. Duitsland moest nu op drie fronten vechten en werd in hoog tempo teruggedrongen.